# Luisa Rivelli
Luisa Rivelli' (Ternate, 10 febbraio 1931 – Guidonia Montecelio, 12 giugno 2013) è stata un'attrice e giornalista italiana, attiva nel cinema fra gli anni cinquanta e gli anni settanta e in televisione fra gli anni settanta e gli anni novanta.

## Biografia
Frequentò il Centro sperimentale di cinematografia, dove si diplomò in recitazione nel 1954, ma già da alcuni anni frequentava i set cinematografici per piccole parti, usando il vero nome Lanfranchi. Nei circa cinquanta film girati sino al 1974 ebbe in prevalenza parti secondarie che non le permisero di mettersi in risalto. Anche i film che la videro protagonista non ebbero eccessiva fortuna. Lasciato il mondo dello spettacolo, si è avvicinata al giornalismo.
Nel 1968 presentò con Pippo Baudo il Festival di Sanremo. 
Dopo oltre un ventennio di carriera da attrice divenne popolare attraverso il suo ruolo di conduttrice di programmi mirati all'informazione per i consumatori: Io compro, tu compri (dal 1970 al 1973), Filo diretto: dalla parte del consumatore (dal 1975 al 1980), I problemi del signor Rossi (dal 1980 al 1985, trasmissione avente come testimonial l'omonimo personaggio creato da Bruno Bozzetto) e Il mercato del sabato (dal 1985 al 1992).

## Filmografia

Luisa Rivelli con Alberto Talegalli nel film Café Chantant (1954)

- Persiane chiuse, regia di Luigi Comencini (1951)
- Eran trecento... (La spigolatrice di Sapri), regia di Gian Paolo Callegari (1952)
- La figlia del diavolo, regia di Primo Zeglio (1952)
- Agenzia matrimoniale, regia di Giorgio Pàstina (1952)
- Non è mai troppo tardi, regia di Filippo Walter Ratti (1953)
- Viva il cinema!, regia di Enzo Trapani (1953)
- La signora senza camelie, regia di Michelangelo Antonioni (1953)
- Canzone appassionata, regia di Giorgio Simonelli (1953)
- Cento serenate, regia di Anton Giulio Majano (1954)
- Café Chantant, regia di Camillo Mastrocinque (1954)
- Carosello napoletano, regia di Ettore Giannini (1954)
- Ultima illusione, regia di Vittorio Duse (1954)
- Tua per la vita, regia di Sergio Grieco (1955)
- Torna piccina mia!, regia di Carlo Campogalliani (1955)
- Il nostro campione, regia di Vittorio Duse (1955)
- La rivale, regia di Anton Giulio Majano (1955)
- Il maggiorato fisico, regia di Pierre Chevalier (1956)
- Storia di una minorenne, regia di Piero Costa (1956)
- I vagabondi delle stelle, regia di Nino Stresa (1956)
- Donne, amore e matrimoni, regia di Roberto Bianchi Montero (1956)
- A vent'anni è sempre festa, regia di Vittorio Duse (1957)
- Il sole tornerà, regia di Ferdinando Merighi (1957)
- Sette canzoni per sette sorelle, regia di Marino Girolami (1957)
- La legge, regia di Jules Dassin (1958)
- Madri pericolose, regia di Domenico Paolella (1960)
- Man Nennt in Amore, regia di Rolf Thiele (1961)
- Il criminale, regia di Marcello Baldi (1962)
- Delitto allo specchio, regia di Giorgio Molteni (1964)
- Crimine a due, regia di Romano Ferrara (1964)
- Appuntamento a Dallas (Destination Miami: Objective Murder), regia di Piero Regnoli (1964)
- Il tesoro della foresta pietrificata, regia di Emimmo Salvi (1965)
- Io, io, io... e gli altri, regia di Alessandro Blasetti (1966)
- Agente Jo Walker - Operazione Estremo Oriente (Kommissar X - In den Klauen des goldenen Drachen), regia di Gianfranco Parolini (1966)
- Operazione Goldman, regia di Antonio Margheriti (1966)
- È mezzanotte... butta giù il cadavere, regia di Guido Zurli (1966)
- Il papavero è anche un fiore (Poppies Are Also Flowers), regia di Terence Young (1966)
- La resa dei conti, regia di Sergio Sollima (1966)
- Silenzio: si uccide, regia di Guido Zurli (1967)
- Vedove inconsolabili in cerca di... distrazioni, regia di Bruno Gaburro (1968)
- I disperati di Cuba, regia di Robert Topart (1970)
- La belva, regia di Mario Costa (1970)
- Dieci bianchi uccisi da un piccolo indiano, regia di Gianfranco Baldanello (1974)

## Doppiatrici italiane
- Rosetta Calavetta in Torna piccina mia!
- Flaminia Jandolo ne La rivale
- Mirella Pace in Crimine a due
- Benita Martini in Operazione Goldman
- Rita Savagnone ne La belva

## Prosa televisiva Rai

Luisa Rivelli con Augusto Mastrantoni nel dramma Il gran maestro di Santiago (1959)

- Operazione Shakespeare, regia di Daniele D'Anza
- Jane Eyre, regia di Anton Giulio Majano (1957)
- Il copriteiera, regia di Luigi Di Gianni (1957)
- Donne in ermellino, regia di Daniele D'Anza (1958)
- Sheila si sposa, regia di Eros Macchi (1958)
- Il morto torna subito, regia di Guglielmo Morandi (1958)
- Ragazze in vetrina, episodio di Aprite: polizia! - miniserie TV (1958)
- Il gran maestro di Santiago, regia di Enzo Ferrieri (1959)
- Passo falso, regia di Vittorio Cottafavi (1959)
- Una gardenia per Helena Carrell, episodio di Giallo club. Invito al poliziesco di Mario Casacci, Alberto Ciambricco e Giuseppe Aldo Rossi, regia di Stefano De Stefani, trasmessa il 20 gennaio 1960.
- Anna e il telefono, regia di Giancarlo Galassi Beria (1960)
- Il caso Maurizius, regia di Anton Giulio Majano (1961)
- La moglie di papà, regia di Marcello Santarelli (1963)
- Ritorno dall'abisso, regia di Mario Lanfranchi (1963)
- La donna di fiori, regia di Anton Giulio Majano (1965)
- Resurrezione, regia di Franco Enriquez (1965)
- Una vita in gioco, episodio di Le inchieste del commissario Maigret, regia di Mario Landi, trasmesso tra il 7 e il 14 febbraio 1965.
- Salud, regia di Enrico Colosimo (1966)
- Vertu, regia di Alessandro Brissoni (1966)
- Il terzo visitatore, regia di Enrico Colosimo (1966)
- Breve gloria di mister Miffin, regia di Anton Giulio Majano (1967)
- L'affare Kubinsky (1969)
- Il processo di Mary Dugan, regia di Anton Giulio Majano (1969)

## Programmi televisivi
- Festival di Sanremo (Programma Nazionale, 1968)
- Vetrina di Un disco per l'Estate (Secondo Programma, 1968)
- Gran Premio delle Nazioni Europee - torneo internazionale di ballo (Programma Nazionale, 1969)
- Io compro, tu compri (Programma Nazionale, 1970-1973)
- A come Agricoltura (Programma Nazionale, 1970)
- Filo diretto - Dalla parte del consumatore, dalla parte del cittadino (Rete 1, 1976-1979)
- I problemi del Signor Rossi (Rete 1, 1980-1982; Rai 1, 1983-1985)
- Il Mercato del Sabato (Rai 1, 1985-1993)
- Gli Speciali del Mercato del Sabato (Rai 1, 1990, 1992)

## Radio
- La donna oggi, programma settimanale realizzato da Luisa Rivelli, regia di Riccardo Mantoni, trasmesso ottobre dicembre 1963.
- Le sette belle (Radio 2 Rai, 1968)
- Il raggio verde (Radio 2 Rai, 1969)
- Solo per gioco (Radio 2 Rai, 1970)
- Speciale per Rischiatutto (Radio 1 Rai, 1972)

## Pubblicità
- Cachet FIAT (1957)
- Bronchilina FIAT (1958)
- Citrovit FIAT (1958)[1]
- Brillantina Linetti (1966)

## Libri
- Luisa Rivelli (a cura di), Dalla parte del cittadino, Torino, Edizioni SEI, 1979.